# Classification de Huet
- REDIRECTIONZonation piscicole de Huet